# Боруцкий, Евгений Владимирович
Евге́ний Влади́мирович Бору́цкий (1897, Сергиев Посад —1 августа 1976) — советский зоолог и гидробиолог, доктор биологических наук, крупный специалист по систематике ракообразных, лауреат Сталинской премии третьей степени (1950).

## Биография
Родился в Сергиевом Посаде в 1897 году. Его отец заведовал ремесленной школой. По окончании Сергиево-Посадской гимназии поступил в Московский университет.
В 1918—1922 годах был призван в армию. В 1924 году окончил МГУ. С 1924 по 1941 год работал на Косинской лимнологической станции. В 1925 году поступил в аспирантуру к Георгию Александровичу Кожевникову. В 1938 году без защиты диссертации присуждена степень кандидата наук. В 1939 году защитил докторскую диссертацию по теме «Определение продуктивности бентоса озёр путем изучения динамики его биомассы». С 1941 по 1944 годы работал профессором кафедры зоологии беспозвоночных МГУ. В 1925—1932 и 1950—1976 годах заведующий отделом беспозвоночных Зоомузея МГУ. В 1950 году совместно Г. В. Никольским, В. В. Васнецовым, С. Г. Крыжановским, С. Г. Соиным и В. Д. Лебедевым удостоен Сталинской премии третьей степени за «разработку и биологическое обоснование системы мероприятий по повышению рыбной продуктивности реки Амур». В 1956—1960 годах работал в ИЭМЭЖ. Умер 1 августа 1976 году.

## Научная деятельность
Специализировался по систематике и зоогеографии ракообразных отряда Harpacticoida и мокрицам. Фаунистические исследования Боруцковго охватывали Крым, Кавказ, Среднюю Азию, Урал, Сибирь и Дальний Восток, Монголию, Антарктиду и остров Родригес. Открыл фауну гарпактицид озера Байкал. Занимался изучением пещерной фауны. Впервые обнаружил пещерные формы представителей отряда Calanoida. Впервые для науки описал около 200 новых видов, 17 родов и 2 семейства.
Предложил методику фиксации и обработки и количественного учёта бентоса. Сконструировал дночерпатель оригинальной конструкции. Выявил особенности динамики численности донной фауны континентальных водоёмов разных географических зон. В 1939 году независимо от Петера Бойсен-Йенсена разработал методологию оценки вторичной продукции животных на пример бентосных животных озера Белого. Занимался изучением питания рыб, предложил методику определения размерно-весовых характеристик беспозвоночных, которые служат пищей рыб.

## Публикации
Автор 220 публикаций в том числе тома из серии Фауна СССР и серии публикаций Biospeologica Sovietica.
- Borutzky E. V. Materialien zur Harpacticidenfauna des Baikalsees. III. (нем.) // Zoologischer Anzeiger. — 1931. — Bd. 94, Nr. 9—10. — S. 281—287.
- Боруцкий Е. В. Пресноводные и солоноватоводные Harpacticoida СССР / Под ред. А. Л. Бенинга. — Л.: Всесоюзное объединение рыбного хозяйства, 1931. — 246 с. — (Определители организмов пресных вод СССР. А. Пресноводная фауна; Вып. 3).
- Боруцкий Е. В. Tauronethes lebedinskyi gen. et sp. n. (Isopoda terrestriia) из Скельской пещеры в Крыму // ДАН СССР. — 1949. — Т. 66, № 3. — С. 487—490. — ISSN 0002-3264.
- Боруцкий Е. В. О гидробиологии и биологической продуктивности водоемов // Зоологический журнал. — 1951. — Т. 30, № 6. — С. 481—487. — ISSN 0044-5134.
- Боруцкий Е. В. Заметка о приоритете количественных исследований бентоса // Зоологический журнал. — 1952. — Т. 31, № 6. — С. 843—845. — ISSN 0044-5134.
- Боруцкий Е. В. Вылеты Chironomidae (Diptera) континентальных водоемов разных климатических поясов как фактор обеспеченности рыб пищей бентоса // Зоологический журнал. — 1963. — Т. 42, № 2. — С. 233—247. — ISSN 0044-5134.
- Боруцкий Е. В. Пресноводные Сорероda Harpacticoida Северного Вьетнама // Зоологический журнал. — 1967. — Т. 46, № 7. — С. 1015—1023. — ISSN 0044-5134.
- Боруцкий Е. В. Пещерная фауна мокриц (Isopoda terrestriia) Грузинской ССР. Семейство. Buddelunidellidae Verhoeff, 1920 // Бюллетень МОИП. отдел биологический. — 1973. — Т. 78, № 3. — С. 56—61. — ISSN 0027-1403.
- Боруцкий Е. В. Степанова Л. А., Кос М. С. Определитель Calanoida пресных вод СССР. — СПб.: Наука, 1991. — 502 с. — ISBN 5-02-025683-8.